# Emanuela Audisio
Emanuela Audisio (Roma, 21 luglio 1953) è una giornalista e scrittrice italiana.

## Biografia
Laureata in scienze politiche, si occupa di sport per il quotidiano la Repubblica. Ha scritto tre libri di argomento sportivo: Il ventre di Maradona, Bambini infiniti e Tutti i cerchi del mondo.
Ha vinto il "Premio Gianni Brera", e ha seguito il campionato mondiale di calcio, i mondiali di atletica e i Giochi olimpici.
È inoltre autrice di documentari: Mennea Segreto, Heysel la notte del calcio (premio Sport Media Pearl Awards 2015), Le streghe della notte, La casa sul lungofiume ed Il Giudice dei Giusti; con quest'ultimo (di cui è coautrice con Gabriele Nissim; regia di Enrico Marchese) ha vinto il Premio della Critica alla nona edizione del Premio giornalistico televisivo Ilaria Alpi.
Il 17 gennaio 2017 è andato in onda su Sky Arte HD e sul sito Repubblica.it il suo documentario Da Clay ad Ali, la metamorfosi. Il 19 dicembre 2018 è diventata la prima donna a ottenere il premio Montalban nella sezione sportiva.
Nel novembre 2023 ha accettato l'invito della redazione di Scarp de' tenis a "firmare" come direttrice per un numero il giornale di strada del mese di dicembre e gennaio.

## Opere
- Emanuela Audisio, Il ventre di Maradona, Mondadori, 2007, ISBN 978-88-04-56849-0.
- Emanuela Audisio, Bambini infiniti, Mondadori, 2004, ISBN 978-88-04-53656-7.
- Emanuela Audisio, Tutti i cerchi del mondo, Mondadori, 2004, ISBN 978-88-04-53019-0.